# Björn Johansson (cyclisme)
Björn Johansson (né le 10 septembre 1963 à Vänersborg) est un coureur cycliste suédois. Il a participé aux Jeux olympiques de 1988 et 1992. Aux Jeux de 1988, il a été médaille de bronze du contre-la-montre par équipes.

## Palmarès
- 1980
  -  Champion de Suède du contre-la-montre par équipes juniors
- 1981
  -  Champion de Suède du contre-la-montre par équipes juniors
- 1987
  -  Champion de Suède sur route
  -  Champion de Suède du contre-la-montre
- 1988
  -  Médaille de bronze du contre-la-montre par équipes des Jeux olympiques
- 1991
  -  Champion de Suède du contre-la-montre par équipes
  - 2e du Duo normand
- 1992
  -  Champion de Suède du contre-la-montre par équipes